# Horseshoe Lake
Horseshoe Lake è un comune degli Stati Uniti d'America, situato in Arkansas, nella contea di Crittenden.